# Néblon
Le Néblon est un ruisseau de Belgique, affluent gauche de l'Ourthe et donc sous-affluent de la Meuse. Prenant sa source près de Méan, il coule en province de Namur, de Liège et de Luxembourg pour se jeter dans l'Ourthe à Hamoir.

## Parcours
Ce ruisseau prend sa source sous le nom de ruisseau de l'Abîme au nord du village de Méan dans la commune namuroise de Havelange à l'altitude de 280 m. Ensuite, le cours d'eau devient le ruisseau de Chardeneux en traversant ce village inscrit sur la liste regroupant les Plus Beaux Villages de Wallonie.

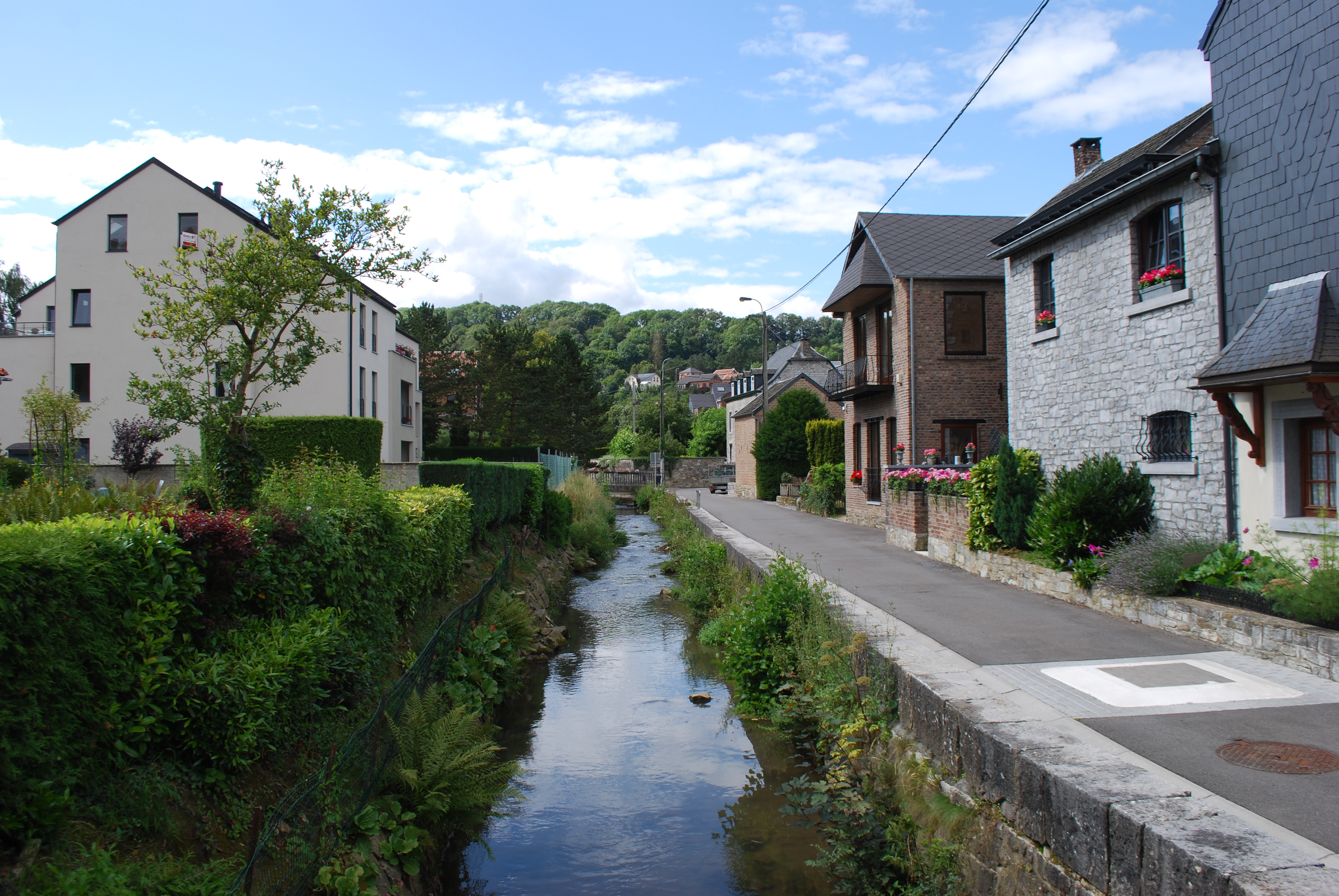
Le Néblon à Hamoir

Après avoir arrosé Bonsin dans la commune de Somme-Leuze, il arrive bientôt à l'endroit où les trois provinces (Namur, Liège et Luxembourg) se rejoignent. Continuant un moment à délimiter les provinces de Liège et de Luxembourg, le Néblon, appelé à cet endroit l'Ombre ou Amble, passe sous le Pont d'Ombre puis poursuit son cours entre les villages d'Ocquier (commune de Clavier) et d'Oneux (commune de Durbuy), reçoit le ruisseau d'Ocquier au hameau d'Amas avant de couler au pied du beau village de Jenneret. Par les hameaux de Néblon-le-Moulin et Néblon-le-Pierreux (commune d'Ouffet), la petite rivière arrive à Hamoir et se jette en rive gauche de l'Ourthe à l'altitude de 120 m.
Le Néblon, d'une longueur de 18 kilomètres, coule globalement vers l'est dans la région du Condroz. Son cours se trouve souvent en lisière de bois.

## Débit
Le débit moyen du ruisseau mesuré à Hamoir entre 1977 et 2003 est de 0,8 m3/s. Durant la même période on a enregistré :
- Un débit annuel moyen maximal de 1,0 m3/s en 1988.
- Un débit annuel moyen minimal de 0,3 m3/s en 1996 et 1997[1].

## Captage du Néblon
Le captage d'eau potable du Néblon, réalisé dans la première partie du XXe siècle est constitué de six galeries creusées non loin du Néblon sous la commune d'Ouffet,.  Elles totalisent environ 600 mètres de développement et captent les eaux d'une nappe phréatique estimée à 55 millions de mètres cubes qui s'étend sur 66 kilomètres carrés.  Les trois galeries principales s'appellent la Principale, de Tinkou et Communale; les trois autres, Astrid, du Bois et des Peupliers.  C'est le second captage en importance de la région liégeoise après le captage de Hesbaye (voir Fontaines Roland).  Exploité par la Compagnie intercommunale liégeoise des eaux (C.I.L.E.), il produit 6,8 millions de mètres cubes par an d'une eau souterraine beaucoup plus dure (37 °f) mais jugée de meilleure qualité que les eaux de surface des lacs d'Eupen et de la Gileppe,.